# Vacoas-Phoenix
Vacoas-Phoenix – miasto na Mauritiusie, w środkowej części wyspy, w dystrykcie Plaines Wilhems, na północny zachód od Curepipe. Około 107 tys. mieszkańców (2010). Przemysł odzieżowy, włókienniczy, gumowy, obuwniczy; w okolicy plantacje herbaty. Trzecie co do wielkości miasto kraju.
W mieście rozwinął się przemysł odzieżowy, włókienniczy, gumowy oraz obuwniczy.

## Miasta partnerskie
- Antsirabe
- Maharasztra
- Pune